# 云南开口箭
云南开口箭（学名：Tupistra yunnanensis）为天门冬科开口箭属的植物，为中国的特有植物。分布于中国大陆的云南省等地，生长于海拔1,600米至2,800米的地区，多生在林中，目前尚未由人工引种栽培。
其种加词 yunnanensis 意为“云南的”。
现接受名为开口箭（Rohdea chinensis var. chinensis）。